# ماتسوهلی
ماتسوهلی (به لاتین: Matsohely) یک منطقهٔ مسکونی در ماداگاسکار است که در بخش انداپا واقع شده‌است. ماتسوهلی ۷٬۵۶۵ نفر جمعیت دارد و ۴۸۷ متر بالاتر از سطح دریا واقع شده‌است.